# Andamaneses
Os andamaneses são os vários habitantes originais das Ilhas Andamão, um território da União da Índia na Baía de Bengala. 
Os andameneses são classificados como uma tribo registada.
Os andamaneses são semelhantes aos outros povos do Sudeste Asiático designados como "negritos"; são pigmeus, e são os únicos povos modernos, fora de certas zonas da África sub-sahariana, com esteatopigia. Vivem como caçadores-recoletores, e aparentemente viveram substancialmente isolados durante milhares de anos. Os andamaneses chegaram às Ilhas Andamão na altura do último máximo glacial, há cerca de 26.000 anos.